# نانسی فورد کونس
نانسی فورد کونس (انگلیسی: Nancy Ford Cones; ۱ ژانویهٔ ۱۸۶۹ – ۱ ژانویهٔ ۱۹۶۲) یک عکاس آمریکایی از لاولند،ایالت اوهایو بود، نانسی عکاسی را با مستند کردن زندگی روستایی در جایی که در آن متولد شد و زندگی می‌کرد، شروع کرد.

## زندگی‌نامه
کونس که در سال ۱۸۶۸ در میلان، اوهایو به دنیا آمد، او دختر یک پزشک بود. هنگامی که او ۲۵ ساله بود، پدرش او را به یک استودیوی عکاسی فرستاد تا نحوه روتوش را بیاموزد و پس از آن او خودش شروع به عکاسی به سبک تصویری کرد. پدرش که تحت تأثیر کارهای او قرار گرفته بود، او را به استودیویی در مکانیکسبورگ، اوهایو فرستاد. در سال ۱۹۰۰، با عکاسی به نام جیمز کونز ازدواج کرد که به او در کارهای تاریکخانه کمک می‌کرد و اغلب از فرآیند چاپ کرومات صمغی استفاده می‌کرد.
این زوج ابتدا به کاوینگتن، کنتاکی نقل مکان کردند، و در آنجا یک استودیو را با هم اداره کردند و سپس در سال ۱۹۰۵ در مزرعه «رودز این» در نزدیکی لاولند، اوهایو مستقر شدند. در آن سال، کونس با عکسی به نام «نخ زدن سوزن» پس از ادوارد جین استایکن در مسابقه ایستمن کداک از میان ۲۸۰۰۰ شرکت‌کننده دوم شد. بیشتر عکس‌هایی که او می‌گرفت از خانواده و دوستانش در مزرعه بود. آنها خود را برای کمپین‌های تبلیغاتی شرکت‌های ایستمن کداک و «باوش و لومپ» و دیگر شرکت‌های عکاسی و دوربین به اثبات رساندند. در سال ۱۹۲۶، این زوج یک سال را در ماریمونت، اوهایو برای گرفتن عکس‌ از این شهر جدید گذراندند.
علاقه نانسی کونس به عکاسی پس از مرگ همسرش در سال ۱۹۳۹به پایان رسید. او در مزرعه خانوادگی لاولند ماند و در سال ۱۹۶۲ درگذشت. 